# Lago Janka
El lago Janka o Xingkai (en ruso, о́зеро Ха́нка; en chino tradicional, 興凱湖; en chino simplificado, 兴凯湖; pinyin, Xīngkǎi Hú) es un gran lago de agua dulce asiático localizado en la frontera entre la provincia china de Heilongjiang y el krai de Primorie de Rusia. El agua del lago es tan limpia y el cielo de esa región tan azul, que este lago es conocido como «la esmeralda del Norte».

## Geografía

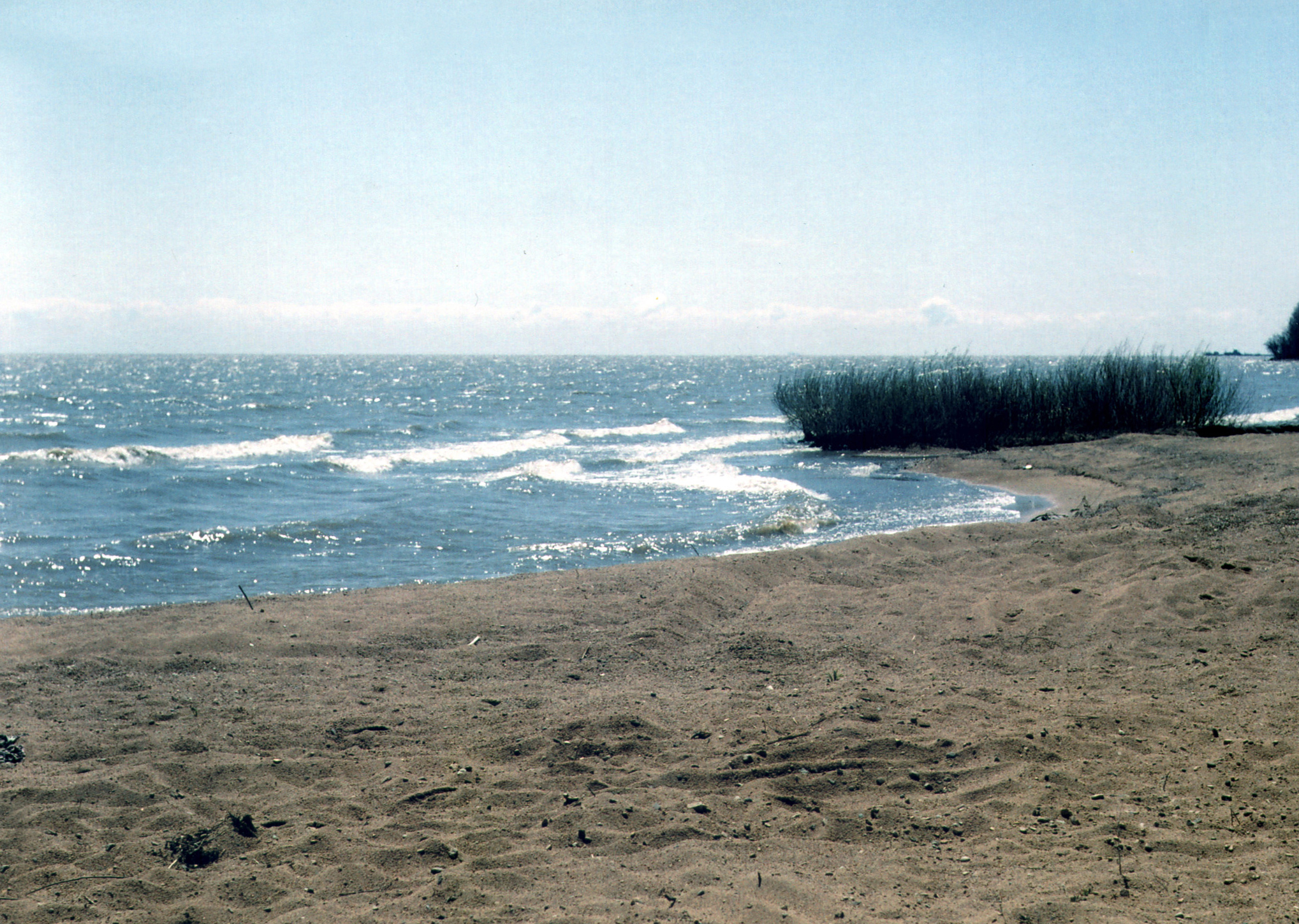
Playa del lago

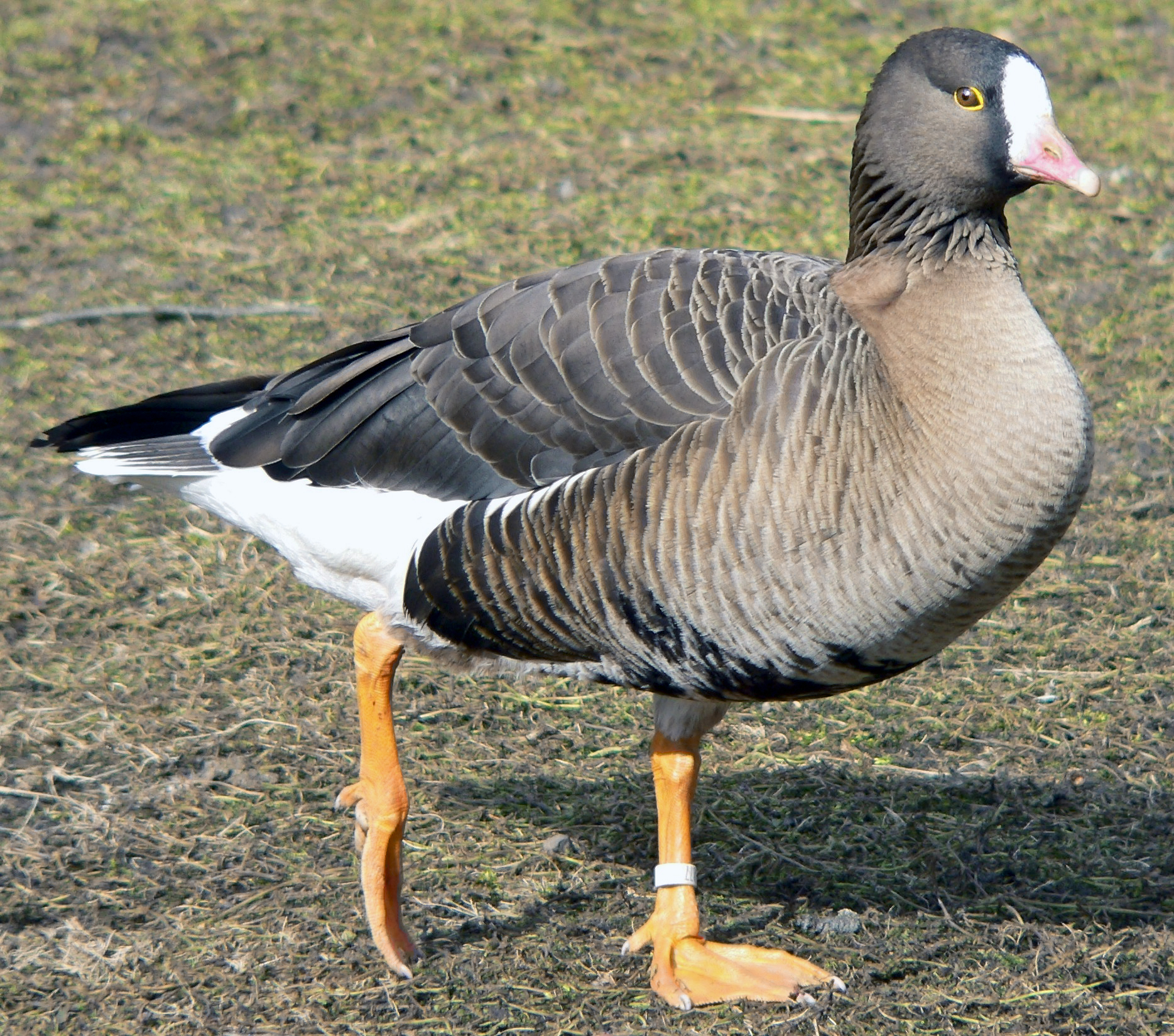
Anser erythropus

El lago tiene una superficie de 4190 km², de los que 3030 km² pertenecen a Rusia. Las orillas del lago son pantanosas excepto en el noroeste. La cuenca hidrográfica del lago tiene una superficie de 16 890 km² (el 97 % en Rusia). El lago es abastecido por 23 ríos (8 en la orilla china y 15 en la rusa), y el desagüe del lago es el río Songacha, que forma parte de la frontera entre China y Rusia, y tiene una longitud de unos 180 a 210 km (tiene un curso muy meándrico por lo que es difícil estimar su longitud). El lago forma parte de la cuenca del río Ussuri, que, a su vez, pertenece a la gran cuenca del río Amur. Su profundidad media es de 4,5 m (con un máximo de 10,6 m), su volumen es de 18,3 km³ y está situado a una altitud de 69 m. El lago se extiende 90 km en dirección N—S y 60 km en dirección E—O.
La temperatura máxima anual es de 21,2 °C y la mínima de -19,2 °C. Las precipitaciones se dan principalmente en el verano, alcanzando los 750 mm anuales.

## Flora y fauna
El lago alberga 60 especies de peces y más de 450 especies de plantas preciosas, siendo el pino del lago Xingkai una especie única en el mundo. La reserva rusa de Janka es una reserva de la biosfera desde 2005 y desde 2007 la reserva china del lago Xingkai. Anser erythropus (una especie de ganso) es una de las especies más destacadas que habitan en el lago.
El lago posee muchos hábitats florales diferentes: prados, pantanos, estepas, lagos y bosques. Alrededor del 30 % de los prados son Calamagrostis. Las áreas de tipo estepario son pastizales al pie de las lomas, siendo las especies características del género Agrostis, Allium y cola de caballo. La altura promedio de la vegetación en estas áreas es de 20 a 40 cm. Tierra adentro al este del lago hay turberas generalizadas. Las marismas, generalmente dominadas localmente por un tipo de juncos, son apreciadas por las aves acuáticas como alimento y refugio. La vegetación acuática es diversa. En las bahías poco profundas hay matorrales de algas, con parches flotantes de lirios y otras cubiertas superficiales.

## Áreas protegidas de interés natural
En el lago Janka hay dos sitios Ramsar, uno en la parte rusa, creado en 1976 con 3100 km² y el número 112, y el otro en la parte china, la reserva natural del lago Xingkai, nombre chino del lago, creado en 2002 con 2224,88 km² y el número 1155. En la parte china se encuentra además la Reserva de la biosfera del lago Xingkai, con una extensión de 2457 km², que coincide con la Reserva natural nacional del lago Xingkai y el sitio Ramsar. Por su parte, en la zona rusa se encuentra la reserva natural de Janka, un Zapovédnik ruso con 436,8 km², creado en 1990, que está dentro del sitio Ramsar de Janka.

#### Sitio Ramsar del lago Janka
En 1976 se creó en la parte rusa del lago el sitio Ramsar del lago Janka, con el número 112 y 3100 km² (44°52′N 132°30′E), que incluye la reserva natural estatal. Esta porción rusa está formada por una costa extensa, un lago de agua dulce transfronterizo (con China) y llanuras aluviales adyacentes, sujetas a fluctuaciones periódicas. Sustenta una diversa vegetación acuática y palustre, al igual que varias especies de plantas relictas que sobreviven desde la era Terciaria. Un área importante para la cría, alimentación y puesta en escena de aves, incluidas especies endémicas y amenazadas a nivel mundial. Un gran número de ánades (patos, gansos, cisnes, etc.) se establecen aquí durante los períodos de migración. El arroz es el cultivo principal en los alrededores. Las actividades humanas incluyen la producción de heno, el pastoreo de ganado y la caza de aves y mamíferos de piel.

#### Sitio Ramsar del lago Xingkai
En 2002 se crea el sitio Ramsar número 1155 en la parte china del lago, con una extensión de 2224,88 km² (45°15′N 132°40′E). Es un ecosistema de humedales continentales en el que predominan los lagos y pantanos. Los humedales de Sanjiang en China y los bosques mixtos latifoliados y de coníferas en el extremo oriental de Rusia, todos de gran importancia para la biodiversidad de la región, están interconectados por este sitio. El sitio es un refugio para varias especies mundialmente importantes, tales como el esturión del Yangtsé, el esturión chino y el porrón de Baer , que están en peligro crítico, la grulla de Manchuria, la serreta china y el zarapito de Siberia, que están en peligro, y la grulla cuelliblanca, el negrón especulado y el oso tibetano, que son vulnerables. La llanura de inundación formada por el lago de Xingkai y sus ríos es un importante lugar de parada y cría para entre un millón y medio y dos millones de aves que migran entre el este de Asia y Australia.

#### Reserva de la biosfera del lago Xingkai
En 2007, la Unesco crea la Reserva de la biosfera del lago Xangkai, ubicada en la cuenca del lago Xingkai, en la llanura de Sanjiang, limitando con Rusia por el río Songacha y el lago Daxingkai, respectivamente, al este y al sur. Tiene una extensión de 2457 km² (45°16'28"N-132°33'51"E). Coincide con le reserva natural y el sitio Ramsar del lado chino.
Está ubicada al sureste de la provincia de Heilongjiang, a 130 km de la ciudad de Jixi y a 35 km de la ciudad de Mishan. En su lado oeste se encuentra el Monte Laoye de la Cordillera de Changbai y en su lado este se encuentra la Cordillera Sikhote-Alin, en Rusia. Su topografía es alta en el noroeste y baja en el este, con altitudes que van desde los 574 metros hasta los 68 metros. La mayoría de la reserva está formada por llanuras lacustres bajas y pequeñas colinas resultado de la erosión estructural.  El ecosistema de humedales garantiza la seguridad de las barreras ecológicas en los tramos superiores del río Ussuri.

#### Reserva natural Kanja
La reserva natural Kanja o Janka se creó en 1990 en la parte rusa del lago, con una extensión de 436,79 km². Es un 'zapovédnik' ruso (reserva natural estricta) que cubre partes de la costa y las aguas del lago de agua dulce más grande del Lejano Oriente ruso. Es un área importante para la anidación y migración de aves acuáticas y otras aves. La reserva está dividida en cinco sectores distintos en las orillas sur y este del lago. Está situada en el distrito Spassky, en el suroeste del krai de Primorie. Es parte de una Reserva de la Biosfera de la UNESCO.

## Historia
El lago Janka se formó después de la erupción de un volcán, hace 6 800 años. Durante el Neolítico, se desarrolló en los alrededores del lago el pueblo Balhae. Los antepasados de los nuzhen y los manchúes vivían en sus orillas. En idioma manchú «Xingkai» significa «el agua que pasa de arriba abajo».